# Солова (Брянска област)
Солова (на руски: Солова) е село в Стародубски общински окръг на Брянска област в Русия.
Към 2023 г. в Солова се броят 7 улици.
Идентификационният код на селото според Общоруския класификатор на обектите на административно-территориално деление (ОКАТО) е: 15250824002.
От 2019 г. село Солова е било част от Воронокското селско поселение. Със закон на Брянската областна дума от 29.05.2020 г., влязъл в сила на 01.08.2020 г., Воронокското селско поселение е разпуснато, а съставът му, включително село Солова, е включен в ново основания Стародубски общински окръг.

## География
Село Солова се намира на 21 км югозападно от Стародуб, на 7 km северно от село Воронок, на 3 km югоизточно от село Елионка; на река Солова (ляв приток на река Снов); надморската височина на селото е 179 m. Името на селото произлиза от хидронима (името на реката) Солова.

## История
Най-ранното писмено споменаване на селото се намира в преброяване на населението в Полско-литовската държава през 1620 г. Тогава Солова е владение на един от най-големите полско-литовски магнати – трокският воевода Николай Абрамович (на руски език). След прогонването на поляците и литовците поради поделбите на Полско-литовската държава между Руската империя, Свещената римска империя и Кралство Прусия в средата на XVII век, селото става част от Стародубския полк на Казашкото хетманство и негов нов владетел става войскивият другар Родион Рощин, който впоследствие предава Солова на сина си Василий. Василий обаче не управлява селото за дълго време, тъй като е пленен от кримските татари и по-нататъшната му съдба е неизвестна, но в списъците от преброяването на население в Руската империя от 1723 г. се споменават потомците на Рощин, които живеели в Солова в четири двора. Селото тогава се дава на стародубския зам.-полковник Григорий Дащенко.
При хетман Иван Самойлович селото е дадено на стародубския фогт Спиридон Ширай. Скоро обаче синът на хетмана – Семьон Самойлович, който през 1680 г. бил станал стародубски полковник –, привел Солова в административните структури на своя полк (полкът бил административна, военна и съдебна единица в делението на Казашкото хетманство). Повече от 20 години село Солова спада към селищата, които са владение на даден ранг-имащ; т. е. селото не е лично владение на определен благороднически род, ами е владение на човек, който към даден момент заема определена длъжност и има определен ранг. Така, наппример, след Семьон Самойлович (стародобски полковник), селото преминава за една година в ръцете на Исак Дащенко (фелдвебел от запаса на Стародубския полк), след това отива при Тимофей Алексеев (градски атман на Стародуб), а след него от 1689 г. селото е под властта на ведомството на стародубския полковник и дворянин – Михаил Андреевич Миклашевски (ок. 1640 – 19.03.1706 г.).
Като нов „държавец“ на селото, Михаил Андреевич Миклашевски съумял през 1706 г. да убеди новия хетман Иван Мазепа да върне селото на благородническия род Шираи, тъй като имал роднински връзки с тях (Стефан Ширай е бил негов зет). Хетман Мазепа издава съответен универсал (указ) през 1705 г. и потвърдителен универсал от 1706 г. Владението на селото от рода Шираи е потвърдено и от следващия хетман Скоропадски с универсал от 1708 г. и с царска дарствена грамота на Петър I от същата година. През 1728 г. хетман Даниил Апостол издава потвърдителен универсал. Оттогава нататък до премахването на крепостничеството в Руската империя през 1861 г. село Солова се явява родово владение на един от клоновете на рода Ширай. В средата на XVIII век Степан Спиридонович Ширай и синът му Михаил построяват в селото имение – жилищно господарско здание с 8 покоя, изградена върху каменни изби, а също така оформят неправилен, но умело планиран парк с малко изкуствено езерце.
През 1785 г. синът на Михаил Степанович Ширай – Степан Михайлович Ширай, построява в Солова семейна църква в чест на архангел Михаил. Останките от старото имение са частично запазени и до днес.
От началото на XIX век Солова става административен център на едноименната енория в Стародубски уезд. През 1864 г. в селото е имало полицейски участък.
В средата на XIX век Александър Степанович Ширай въвежда в селото напредничави за времето си агротехнически методи – триполно и шестполно сеитбообращение. През втората половина на XIX век синът му Сергей Александрович Ширай държи в Солова завод за расови, полукръвни и работни коне, построява три воденици, зърнодробилка, тепавица за сукно и парова дъскорезница, а също така и създава промишлен овощен разсадник.
През 1848 г. Анастасия Степановна Ширай построява в Солова ново каменно здание на енорийската църква „Покров Богородичен“, известна от документи от 1780 г. През втората половина на XIX век в църквата са служвили свещениците Покровски, Левицки, Кибалчич и други. През 1867 г. към църквата е открито начално училище. В края на XIX – началото на XX век в селото се появяват земско (областно) училище и болница. По същото време Сергей Александрович Ширай построява и поддържа занаятчийско училище за деца-сираци в Солова.
От средата на XVII век Солова се заформя като село със смесено селско-казашко население. Според преброяването на населоението в Руската империя от 1723 г. в селото е имало 6 казашки двора, 23 селски двора и 10 колиби на скитници. През 1781 г. казаците притежават 18 двора и 30 колиби, а селяните – 73 двора и 91 колиби. Към края на XIX век общото население на Солова достига 1722 души (319 двора).
Населението на селото се е състояло от местни жители и бивши крепостни селяни, преселени от техните господари от великоруските уезди (Североизточна Рус).

## Население
| Численост на населението | Численост на населението |
| Година                   | Души                     |
| ------------------------ | ------------------------ |
| 2010 г.                  | 419                      |
| 2013 г.                  | 362                      |

## Краища
В процеса на формиране на територията на селото в Солова се образуват т. нар. краища:
„Пески“ (на български: Пясъците) – по пътя към село Воронок; „Сибирщина“ – по пътя от магазина до фермата; „Залепеевка“ – по пътя към село Приваловка; „Поповщина“ – мястото, където живеели свещениците; „Жабовка“ – мястото край езерото.

## Забележителности
Църквата „Архангел Михаил“ от 1785 г., построена от някогашния владетел на селото – подполковника и атюдант на Александър Суворов – Степан Михайлович Ширай (1761–1841 г.) (затворена през 1932 г., по-късно използвана като хамбар, сега към 2023 г. се реставрира). Снимки може да се видят тук.